# الحنشان
الحنشان جماعة قروية في إقليم الصويرة. تبعد عن الصويرة ب 35 كلم اسمه قديما تدنيست و قد كانت مسقط قبائل مصامدة